# Willy Fritsch
Willy Fritsch geboren als Wilhelm Egon Fritz Fritsch (Katowice, 27 januari 1901 – Hamburg, 13 juli 1973) was een Duitse acteur en zanger.

## Jeugd en opleiding
Willy Fritsch was de zoon van Lothar Fritsch, de eigenaar van de machinefabriek Fritsch & Brattig. Na het faillissement van de firma verhuisde de familie in 191o naar Berlijn, Charlottenburg. Lothar Fritsch werd bedrijfsleider bij de Siemens AG fabrieken en zoon Willy Fritsch begon er aan voortgezet onderwijs. Willy spijbelde opnieuw veel en begon op voorstel van zijn vader in 1915 bij Siemens op de bedrijfsschool aan een opleiding tot monteur. Weer spijbelde Willy. Hij bracht vaak zijn door tijd in de rechtbank om de processen te volgen. Na 2 jaar verliet Willy Fritsch de bedrijfsschool en nam, op voorstel en na bemiddeling van zijn vader, een baantje aan bij de Berlijnse arrondissementsrechtbank. Als hulpsschrijver speelde hij ook af en toe een rolletje als figurant, in het koor van het Große Schauspielhaus, in 1919 deed hij,  vanwege een nieuw theaterstuk, auditie bij Max Reinhardt en mocht erna toneellessen volgen bij Gustav Czimeg, docent aan de Max Reinhardt-school. Fritsch kreeg vervolgens spoedig kleine rollen bij het Deutsches Theater Berlin. 

## Carrière

### Als filmacteur
Vanaf 1920 draaide hij regelmatig films en speelde hij voornamelijk in komedies de jeugdige, elegante charmeur en minnaar, stond naast beroemde collega's uit de begintijd van de de Duitse film, zoals Olga Tschechowa, Ossi Oswalda en Lilian Harvey. In 1923 kreeg hij als acteur een contract aangeboden bij de Berlijnse UFA. In 1925 kreeg hij internationale erkenning voor zijn hoofdrol in de film Ein Walzertraum van Ludwig Berger, een operette verfilming zonder geluid. Hij kreeg erna een aanbod van United Artists, dat hij echter afwees omdat hij de Engelse taal niet goed beheerste. Door zijn bijdragen aan de Fritz Lang-films Spione (1928) en Frau im Mond (1929) kreeg  Fritsch serieuzere filmrollen aangeboden.
Vanaf 1929 draaide Willy Fritsch geluidsfilms, meestal met Lilian Harvey en Käthe von Nagy. Aangezien het vaak muziekkomedies betrof, nam hij ook zangonderricht. In Melodie des Herzens (1929) sprak hij de eerste woorden in een Duitse geluidsfilm: “Ich spare nämlich auf ein Pferd.” In de jaren erna werden veel melodieën uit zijn films bekende en populaire schlagers, zoals Ein Freund, ein guter Freund en Liebling, mein Herz lässt dich grüßen (1930, Die Drei von der Tankstelle), Das gibt's nur einmal (1931, Der Kongreß tanzt), Ich wollt' ich wär' ein Huhn (1936, Glückskinder), Ich tanze mit dir in den Himmel hinein (1937, Sieben Ohrfeigen) en Wenn ein junger Mann kommt (1941, Frauen sind doch bessere Diplomaten). Hij speelde bovendien de hoofdrol in Ihre Hoheit befiehlt (1931) naar een scenario van Billy Wilder. In 1935 draaide Fritsch wat hij altijd zijn lievelingsfilm zou noemen, de komedie Amphitryon van regisseur Reinhold Schünzel. Zijn gages stegen intussen tot grote hoogte. 
In 1939 eindigde de samenwerking met Lilian Harvey met de film Frau am Steuer, omdat ze emigreerde naar Frankrijk. Hij werd lid van de NSDAP, maar trachtte neutraal te blijven, al werkte hij mee aan de nazi-propagandafilms Anschlag auf Baku en met Hardy Krüger aan de nazi-jeugdfilm Junge Adler. In augustus 1944 (zie Tweede Wereldoorlog), plaatste Joseph Goebbels hem op de lijst met 'Gottbegnadeten' acteurs, waardoor Fritsch niet naar het front werd gestuurd, maar in filmrollen kon blijven spelen. De laatste oorlogsmaanden bracht hij door in Praag, in hotel Alcon, waar hij samen met Johannes Heesters speelde in de film Die Fledermaus – een operette verfilming.
Na het einde van de oorlog verhuisde Fritsch naar Hamburg en speelde aan het eind van de jaren 1940 mee in blijspel-producties, zoals Film ohne Titel (1947) met Hildegard Knef en Herrliche Zeiten, een docudrama geproduceerd door Heinz Rühmann naar een draaiboek van Günter Neumann. Herrliche Zeiten bevat tal historische opnamen. Het docudrama werd in 1950 bekroond met de Zilveren Lauwerkrans, een prijs in het leven geroepen door David O. Selznick. Fritsch kreeg erna minder rollen als minnaar aangeboden, maar speelde vaker de vaderfiguur, waaronder zijn rol als vader van Romy Schneider in haar filmdebuut Wenn der weiße Flieder blüht (1953). Verder werkte hij mee in diverse Heimatfilms, waaronder Grün ist die Heide (1951/1952). In 1958 speelde hij de hoofdrol in de film Mit Eva fing die Sünde an, naar een draaiboek van Dieter Hildebrandt. Deze film werd in 1962 door Francis Ford Coppola met meerdere scenes aangevuld en onder de titel The Bellboys and the Playgirls opnieuw uitgebracht. Aan de zijde van Peter Kraus was hij ook te zien in de Duitse kassakraker Was macht Papa denn in Italien? (1961). Zijn laatste film draaide hij aan de zijde van zijn zoon Thomas in 1964 (Das hab ich von Papa gelernt). Hij speelde mee in meer dan 120 films.

## Privéleven en overlijden
In 1937 trouwde Fritsch met de artistieke danseres Dinah Grace, waarmee hij twee zonen had: Michael en Thomas, welke laatste ook acteur was. Na het overlijden van zijn echtgenote in 1963 trok hij zich spoedig volledig terug uit de filmbusiness en de openbaarheid. Willy Fritsch overleed op 13 juli 1973 in de leeftijd van 72 jaar in Hamburg, waar hij werd bijgezet op het kerkhof van Ohlsdorf. Zijn nagelaten correspondentie en papieren bevinden zich in het archief van de Akademie der Künste in Berlijn.

## Onderscheidingen
- 1965 Gouden Filmband voor langjarige en uitstekende prestaties in de Duitse film
- 1965 Bambi

## Discografie
- 1930: Ich laß mir meinen Körper schwarz bepinseln (muziek: Friedrich Hollaender/tekst: Robert Liebmann en Friedrich Hollaender) uit de Ufaton-film Einbrecher (regie: Hanns Schwarz), Willi Fritsch met orkest.
- 1930: Liebling, mein Herz läßt dich grüßen (Werner Richard Heymann/Robert Gilbert) uit de geluidsfilm Die drei von der Tankstelle (regie: Wilhelm Thiele), Lilian Harvey en Willy Fritsch met orkest.
- 1930: Die Zwei von der Zankstelle – Potpourri (bewerkt door Peter Kreuder), Lilian Harvey en Willy Fritsch met Odeon-Künstler-Orchester, dirigent: Peter Kreuder.
- 1931: Du hast mir heimlich die Liebe ins Haus gebracht (Werner R. Heymann/Robert Gilbert) uit de Ufaton-film-operette Ihr Hoheit befiehlt (regie: Hanns Schwarz), Lilian Harvey en Willi Fritsch met orkest onder leiding van dirigent Otto Dobrindt.
- 1931: Chinamann* (muziek: F. Schröder/tekst: H. F. Beckmann) uit de geluidsfilm Sieben Ohrfeigen (regie: Paul Martin),  Lilian Harvey en Willy Fritsch met Odeon-dansorkest.
- 1932: Du wärst was für mich (muziek: Jean Gilbert/Robert Gilbert) uit de geluidsfilm Zwei Herzen und ein Schlag (regie: Wilhelm Thiele), Lilian Harvey en Willy Fritsch met orkest, dirigent: Otto Dobrindt.
- 1932: Wir zahlen keine Miete mehr (Richard Heymann/Robert Gilbert) uit de geluidsfilm Ein blonder Traum (regie: Paul Martin), Lilian Harvey en Willy Fritsch met orkest.
- 1932: Wir zahlen keine Miete mehr (Richard Heymann/Robert Gilbert) uit de geluidsfilm Ein blonder Traum (regie: Paul Martin), Lilian Harvey en Willy Fritsch met orkest.
- 1932: Ich suche Eine, die mir allein gehört (W. Jurmann/B. Kaper) uit de Ufa-geluidsfilm Ein toller Einfall (regie: Kurt Gerron), Willy Fritsch met het Original-Ufa-Jazz-Orchester, dirigent: Hans Otto Borgmann.
- 1936: Ich wollt', ich wär ein Huhn (Peter Kreuder/Hans Fritz Beckmann) uit de Ufafilm Glückskinder (regie: Paul Martin), Lilian Harvey en Willy Fritsch met Odeon-dansorkest.
- 1937: Ich tanze mit dir in den Himmel hinein (Friedrich Schröder/Hans Fritz Beckmann) uit de Ufa-geluidsfilm Sieben Ohrfeigen (regie: Paul Martin), Lilian Harvey en Willy Fritsch met Parlophon-dansorkest, dirigent: Friedrich Schröder.
- 1937: Chinamann (muziek: F. Schröder/tekst: H. F. Beckmann) uit de geluidsfilm Sieben Ohrfeigen (regie: Paul Martin), Lilian Harvey en Willy Fritsch met Odeon-dansorkest.
- 1939: Warum hat die Adelheid keinen Abend für mich Zeit (Harald Böhmelt/Richard Busch) uit de Lilian Harvey en Willy Fritsch-Film van de Ufa: Frau am Steuer (regie: Paul Martin), Willy Fritsch met Odeon-dansorkest, dirigent: Harald Böhmelt.
- 1941: Wenn ein junger Mann kommt (Franz Grothe/Willy Dehmel) uit de Ufa-geluidsfilm Frauen sind doch bessere Diplomaten (regie: Georg Jacoby), Willy Fritsch met orkest, dirigent: Franz Grothe.
- 1943: Ich freue mich, daß wieder Sonntag ist (W. Bochmann/E. Knauf), Willy Fritsch met Ufa-filmorkest Odeon.

## Filmografie

### Stomme films
- 1921: Miss Venus
- 1921: Razzia
- 1921: Die kleine Midinette
- 1921: Gelbstern
- 1922: Der Heiratsschwindler
- 1922: Der blinde Passagier
- 1923: Hallig Hooge
- 1923: Seine Frau, die Unbekannte
- 1923: Die Fahrt ins Glück
- 1924: Mutter und Kind
- 1924: Guillotine
- 1925: Blitzzug der Liebe
- 1925: Der Farmer aus Texas
- 1925: Der Tänzer meiner Frau
- 1925: Ein Walzertraum
- 1925: Das Mädchen mit der Protektion
- 1926: Die Fahrt ins Abenteuer
- 1926: Der Prinz und die Tänzerin
- 1926: Die Boxerbraut
- 1926: Die keusche Susanne
- 1926: Die sieben Töchter der Frau Gyurkovics
- 1927: Der letzte Walzer
- 1927: Die selige Exzellenz
- 1927: Die Frau im Schrank
- 1927: Schuldig
- 1928: Spione
- 1928: Der Tanzstudent
- 1928: Die Carmen von St. Pauli
- 1928: Ungarische Rhapsodie
- 1928: Ihr dunkler Punkt
- 1929: Frau im Mond

### Geluidsfilms
- 1929: Melodie des Herzens
- 1930: Einbrecher
- 1930: Die drei von der Tankstelle
- 1930: Hokuspokus
- 1930: Liebeswalzer
- 1931: Ihre Hoheit befiehlt
- 1931: Im Geheimdienst
- 1931: Ronny
- 1931: Der Kongreß tanzt
- 1932: Ein blonder Traum
- 1932: Ich bei Tag und Du bei Nacht
- 1932: Der Frechdachs
- 1932: Ein toller Einfall
- 1933: Saison in Kairo
- 1933: Des jungen Dessauers große Liebe
- 1933: Walzerkrieg
- 1934: Die Insel
- 1934: Prinzessin Turandot
- 1934: Die Töchter Ihrer Exzellenz
- 1935: Schwarze Rosen
- 1935: Amphitryon – Aus den Wolken kommt das Glück
- 1936: Boccacchio
- 1936: Glückskinder
- 1937: Sieben Ohrfeigen
- 1937: Menschen ohne Vaterland
- 1937: Streit um den Knaben Jo
- 1937: Gewitterflug zu Claudia
- 1938: Zwischen den Eltern
- 1938: Das Mädchen von gestern Nacht
- 1938: Am seidenen Faden
- 1938: Preußische Liebesgeschichte
- 1939: Die Geliebte
- 1939: Frau am Steuer
- 1940: Die unvollkommene Liebe
- 1940: Das leichte Mädchen
- 1940: Die keusche Geliebte
- 1941: Anschlag auf Baku
- 1941: Dreimal Hochzeit
- 1941: Frauen sind doch bessere Diplomaten
- 1941: Leichte Muse
- 1942: Wiener Blut
- 1942: Geliebte Welt
- 1943: Die Gattin
- 1943: Liebesgeschichten
- 1943: Der kleine Grenzverkehr
- 1944: Junge Adler
- 1945: Das Leben geht weiter (niet compleet)
- 1945: Die tolle Susanne
- 1946: Die Fledermaus
- 1947: Film ohne Titel
- 1948: Finale
- 1948: Hallo – Sie haben Ihre Frau vergessen
- 1949: 12 Herzen für Charly
- 1949: Derby
- 1949: Kätchen für alles
- 1949: Schatten der Nacht
- 1950: Die wunderschöne Galathee
- 1950: Mädchen mit Beziehungen
- 1950: Herrliche Zeiten
- 1950: König für eine Nacht
- 1951: Schön muß man sein
- 1951: Die Dubarry
- 1951: Die verschleierte Maja
- 1951: Grün ist die Heide
- 1952: Mikosch rückt ein
- 1952: Ferien vom Ich
- 1952: Am Brunnen vor dem Tore
- 1953: Von Liebe reden wir später
- 1953: Damenwahl
- 1953: Wenn der weiße Flieder wieder blüht
- 1954: Ungarische Rhapsodie
- 1954: Maxie
- 1954: Weg in die Vergangenheit
- 1955: Drei Tage Mittelarrest
- 1955: Der fröhliche Wanderer
- 1955: Liebe ist ja nur ein Märchen
- 1955: Stern von Rio
- 1955: Die Drei von der Tankstelle
- 1956: Schwarzwaldmelodie
- 1956: Wo die alten Wälder rauschen
- 1956: Das Donkosakenlied
- 1956: Solange noch die Rosen blühn
- 1956: Der schräge Otto
- 1958: Zwei Herzen im Mai
- 1958: Mit Eva fing die Sünde an / 1962: The Bellboy and the Playgirls
- 1958: Schwarzwälder Kirsch
- 1959: Tunisi Top Secret (Akte Sahara – streng vertraulich)
- 1959: Hubertusjagd
- 1960: Liebling der Götter
- 1960: Wenn die Heide blüht
- 1960: Ich liebe, du liebst (spreker)
- 1961: Isola Bella
- 1961: Was macht Papa denn in Italien?
- 1962: Der Himmel kann warten (tv)
- 1963: Jazz und Jux in Heidelberg
- 1964: Rauf und runter (tv)
- 1964: Das hab ich von Papa gelernt

### Televisiefilms
- 1962: Der Himmel kann warten (ORF)
- 1964: Rauf und runter (ZDF)